# دردشت (تهران)

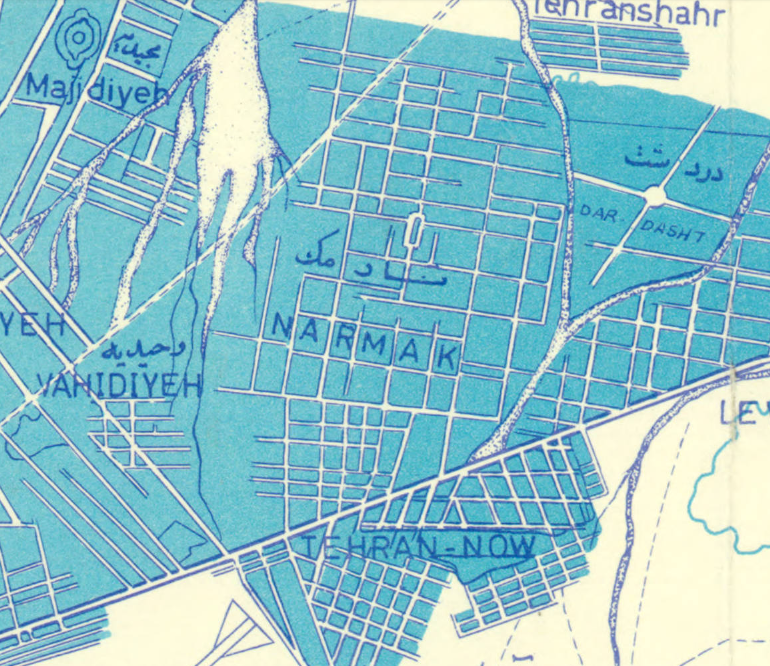
نقشه شرق تهران در سال ۱۳۴۶ منطقه نارمک، تهران نو، وحیدیه، مجیدیه و دردشت در نقشه

دردشت یکی از محله‌های شرقی تهران، ایران است. دردشت نزدیک محله تهرانپارس واقع شده‌است. نام دیگر ایستگاه متروی دانشگاه علم‌وصنعت، دردشت است که سابقاً نقطه شروع خط ۲ مترو تهران بوده است. دانشگاه علم‌وصنعت ایران در نزدیکی این محله واقع شده ‌است.